# 비처럼 음악처럼 (2012년 영화)
"비처럼 음악처럼"(영어: Rain & Rain)은 대한민국의 영화이다.
영화 제작 후반기에 접어든 2010년 7월 12일, 감독 김남경이 심장마비로 사망했다. 그 후 2010년 8월 16일 제천국제음악영화제에서 공개되었다. 약 2년 뒤인 2012년 4월 26일에 정식 개봉 될 예정이었지만 실제로 개봉되지 않았다.

## 출연
- 임창정 - 수현 역
- 유인영 - 지은 역
- 이경진 - 지은 모 역
- 원태희 - 태준 역